# Comuna Borșa, Cluj
Borșa (în maghiară Kolozsborsa) este o comună în județul Cluj, Transilvania, România, formată din satele Borșa (reședința), Borșa-Cătun, Borșa-Crestaia, Ciumăfaia și Giula.

## Date geografice
Comuna Borșa este situată în zona Dealurilor Clujului, pe râul Borșa și se întinde pe o suprafață de 61 km2, având o populație de peste 1.500 de locuitori, dispuși în satul reședință de comună Borșa și satele Borșa-Cătun, Ciumăfaia și Giula.
Teritoriul comunei Borșa face parte din unitatea geomorfologică a Podișului Someșan, subunitatea dealurilor Clujului și a Borșei. Limitele ei se încadrează în bazinul hidrografic al pârâului Borșa, afluent stâng al Someșului Mic. Limita nordică o formează cumpăna de ape dintre valea Borșei și valea Lunei de Jos. Limita sudică se suprapune cumpenei dintre Borșa și valea Feiurdului. Relieful se prezinta sub forma unor dealuri care au înalțimi de până la 400-500 m (Orhei 410 m, Fătuica 460 m) cu structura monoclinală, rezultată prin eroziunea unei vechi platforme piemontalo-litorale cu văi în general largi, maturizate. Aflandu-se in regiunea limitrofa a Podisului Somesan, teritoriul comunei Borșa prezinta caractere de tranzitie din punct de vedere al reliefului, dar si din punct de vedere al celorlalte conditii naturale. In relief, aceasta tranzitie se pune in evidență prin disparitia treptata a caracterelor de platforma structural-erozive, pe măsură ce inaintează dinspre Ciumăfaia spre Borșa si, in continuare, spre Răscruci.

## Demografie
Componența etnică a comunei Borșa
     Români (85,11%)
     Maghiari (4,9%)
     Romi (3,11%)
     Alte etnii (6,88%)
Componența confesională a comunei Borșa
     Ortodocși (76,64%)
     Greco-catolici (5,56%)
     Reformați (4,96%)
     Penticostali (3,18%)
     Baptiști (1,13%)
     Alte religii (1,46%)
     Necunoscută (7,08%)
Conform recensământului efectuat în 2021, populația comunei Borșa se ridică la 1.511 locuitori, în scădere față de recensământul anterior din 2011, când fuseseră înregistrați 1.600 de locuitori. Majoritatea locuitorilor sunt români (85,11%), cu minorități de maghiari (4,9%) și romi (3,11%). Din punct de vedere confesional, majoritatea locuitorilor sunt ortodocși (76,64%), cu minorități de greco-catolici (5,56%), reformați (4,96%), penticostali (3,18%) și baptiști (1,13%), iar pentru 7,08% nu se cunoaște apartenența confesională.

## Politică și administrație
Comuna Borșa este administrată de un primar și un consiliu local compus din 9 consilieri. Primarul, Mariana Secara[*], de la Partidul Național Liberal, este în funcție din octombrie 2020. Începând cu alegerile locale din 2024, consiliul local are următoarea componență pe partide politice:
|  | Partid                    | Consilieri | Componența Consiliului | Componența Consiliului | Componența Consiliului | Componența Consiliului | Componența Consiliului | Componența Consiliului | Componența Consiliului | Componența Consiliului |
|  | ------------------------- | ---------- | ---------------------- | ---------------------- | ---------------------- | ---------------------- | ---------------------- | ---------------------- | ---------------------- | ---------------------- |
|  | Partidul Național Liberal | 8          |                        |                        |                        |                        |                        |                        |                        |                        |
|  | Partidul Social Democrat  | 1          |                        |                        |                        |                        |                        |                        |                        |                        |

### Evoluție istorică
De-a lungul timpului populația comunei a evoluat astfel:
Borșa, Cluj - evoluția demografică

|  | Graficele sunt indisponibile din cauza unor probleme tehnice. Mai multe informații se găsesc la Phabricator și la wiki-ul MediaWiki. |

Date: Recensăminte sau birourile de statistică - grafică realizată de Wikipedia

## Istoric
Prima menționare documentară a satului Borșa este din 1216 sub denumirea de Bursa. A fost reședința plasei Borșa.
Printr-un document emis de regele Ludovic I (1326-1383), datat 1337, satul Borșa este donat familiei nobiliare Bánffy, care va rămâne proprietara satului până la sfîrșitul celui de-al doilea război mondial.
Numele Borșa, dupa parerea istoricilor, este de origine romano-slavă sau cumană. Datorită situației politice din Transilvania, denumirea localității Borșa a fost tradusă sub diferite forme în limba maghiară, însă a rămas rădăcina Borșa în orice traducere. Partea a doua a denumirii care apare în documentele maghiare este ,,horoszt’’ care în maghiară înseamnă pădurice, tufărie la genitiv adică ,,păduricea sau tufăria lui Borșa’’.
Denumiri
Satul Borșa din județul Cluj, pe parcursul istoriei a fost denumit în mai multe feluri.
In 1216, Borsa este cunoscuta sub denumirea de Bursa. În 1322 Harasta Borza. Pentru anul 1315 Borșa este cunoscută sub denumirea de Villa Borsahrozta, în 1332 sub denumirea de sacerdos de Borsa, Borsa Horosta, în 1333 întâlnim satul sub denumirea de Borsa horozta, în 1334 Borsahorost.
Mai târziu, satul este amintit în 1576, 1587-1589 cu numele simplu de Borșa sau Bors. În 1854 apare și numele românesc al satului Borșea.
Denumirea oficială de Borșa este preluată în anul 1918 odată cu Marea Unire a Transilvaniei cu România.

## Primari
- 1990-1992 Ioan Neagu
- 1992-2000 Aurel Crisan
- 2000-2004 Vasile Pop (PNL)
- 2004-2008: Ileana Boșneag (PSD) și (PDL)
- din 2008: Mariana Secară (PNL)

## Lăcașuri de cult
- Biserica Ortodoxă. Biserica are un clopot, înca în funcțiune, pe care este inscripționat în limba slavonă: Acest clopot este al Borșenilor. Clopotul aparține borșenilor cel puțin din anul 1714, funcționând în vechea biserica din lemn amplasată în Cimitirul ortodox, incendiată din ordinul generalului Bucow.
- Biserica Reformată-Calvină.
- Biserica Greco-Catolică.
- Biserica din secolele XVI-XIX, din satul Ciumăfaia, cu amvon construit în 1745 de David Sipoș.
- Biserica de lemn din Borșa
- Biserica Penticostală.

## Obiective istorice și turistice
- Castelul Bánffy (secolul al XIX-lea)
- Biserica reformată din Ciumăfaia
- Biserica reformată din Giula
- fosta „Villa rustica" din satul Ciumăfaia
- Tumuli funerari pe teritoriul cătunului Borșa-Cătun, în zona Holomburi.
- Dealurile Clujului de Est (sit de importanță comunitară inclus în rețeaua europeană Natura 2000 în România)

## Personalități
- Ioan Deleanu, jurist român, judecător la Curtea Constituțională a României (1995-1996)
- Aurel Tămaș, interpret de muzică populară
- Liviu Cotarla, medic
- Ion Horatiu Crisan, istoric
- Mircea Bochis (n. 1950), pictor
- Hámory Várnagy Dalma (1908-1981) scriitor, compozitor și profesor de muzică
- József Jakobi (1882-1967), medic
- Ferenc Ocsvay, Ocsvai (1819–1887), născut în Ciumăfaia, publicist, jurist
- Ferenczi Zoltán (1857–1927), istoric
- Alexa Uifăleanu⁠(d) (1947-2013), născut în Giula, fotbalist la FC Universitatea Cluj

## Imagini

Comuna Borşa și satele componente
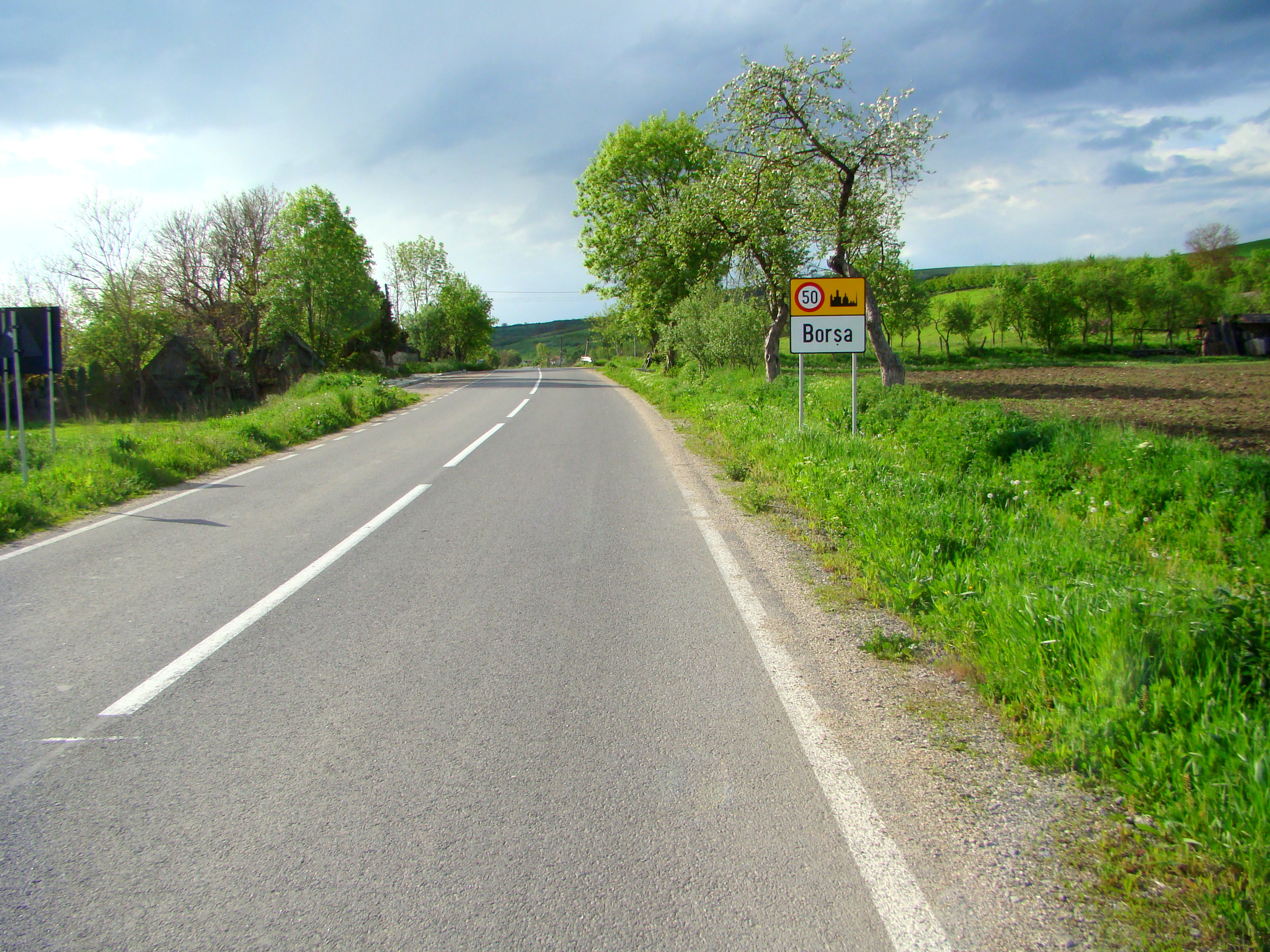
Intrarea în satul Borșa
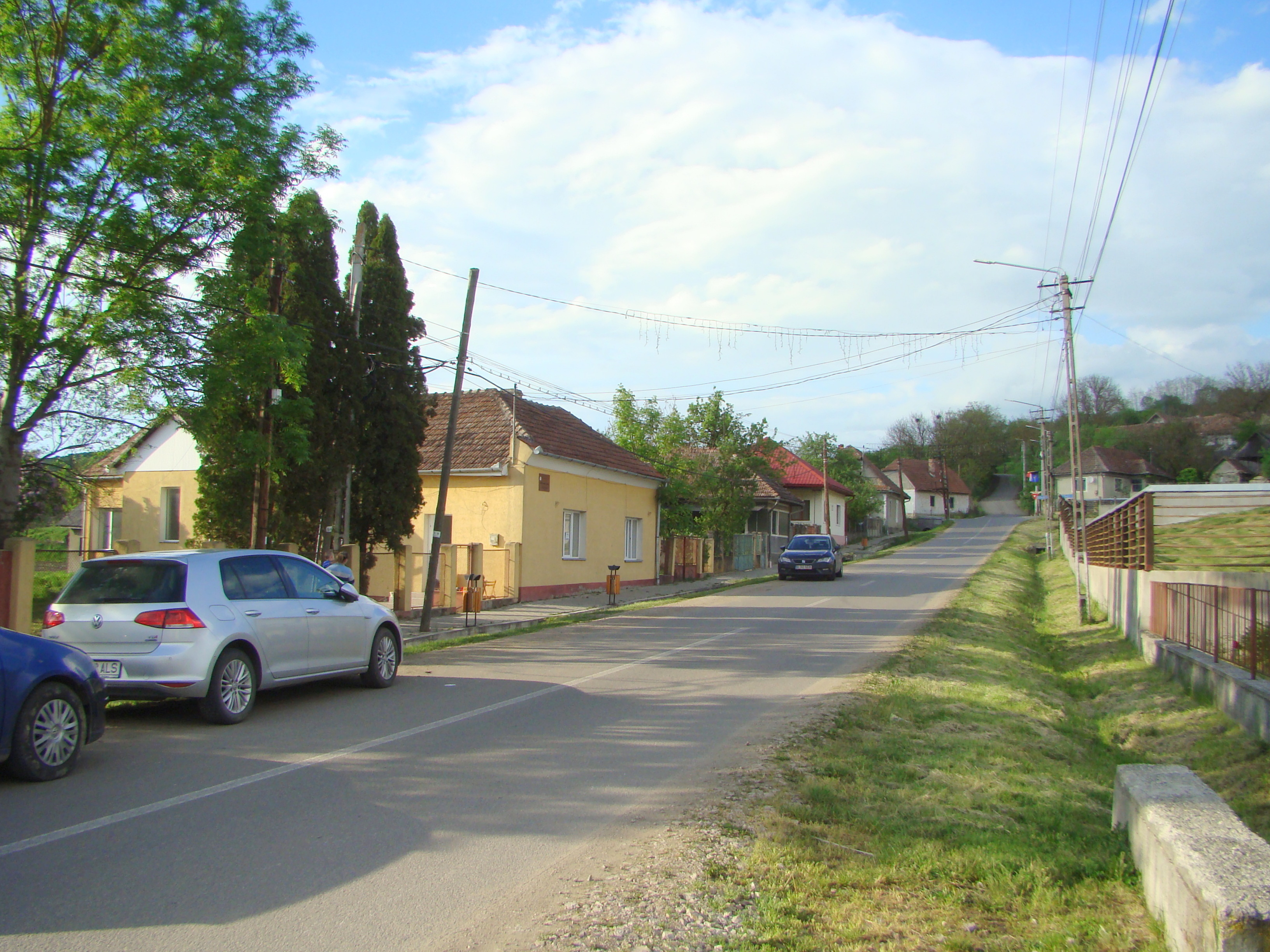
Borșa
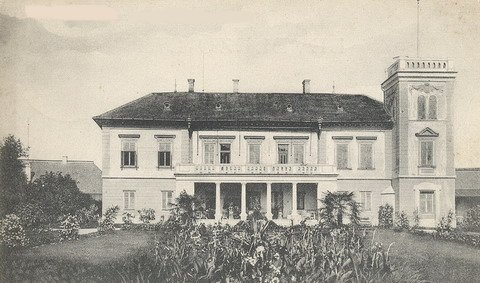
Imaginea castelului "Bánffy" din Borșa, în secolul al XIX-lea
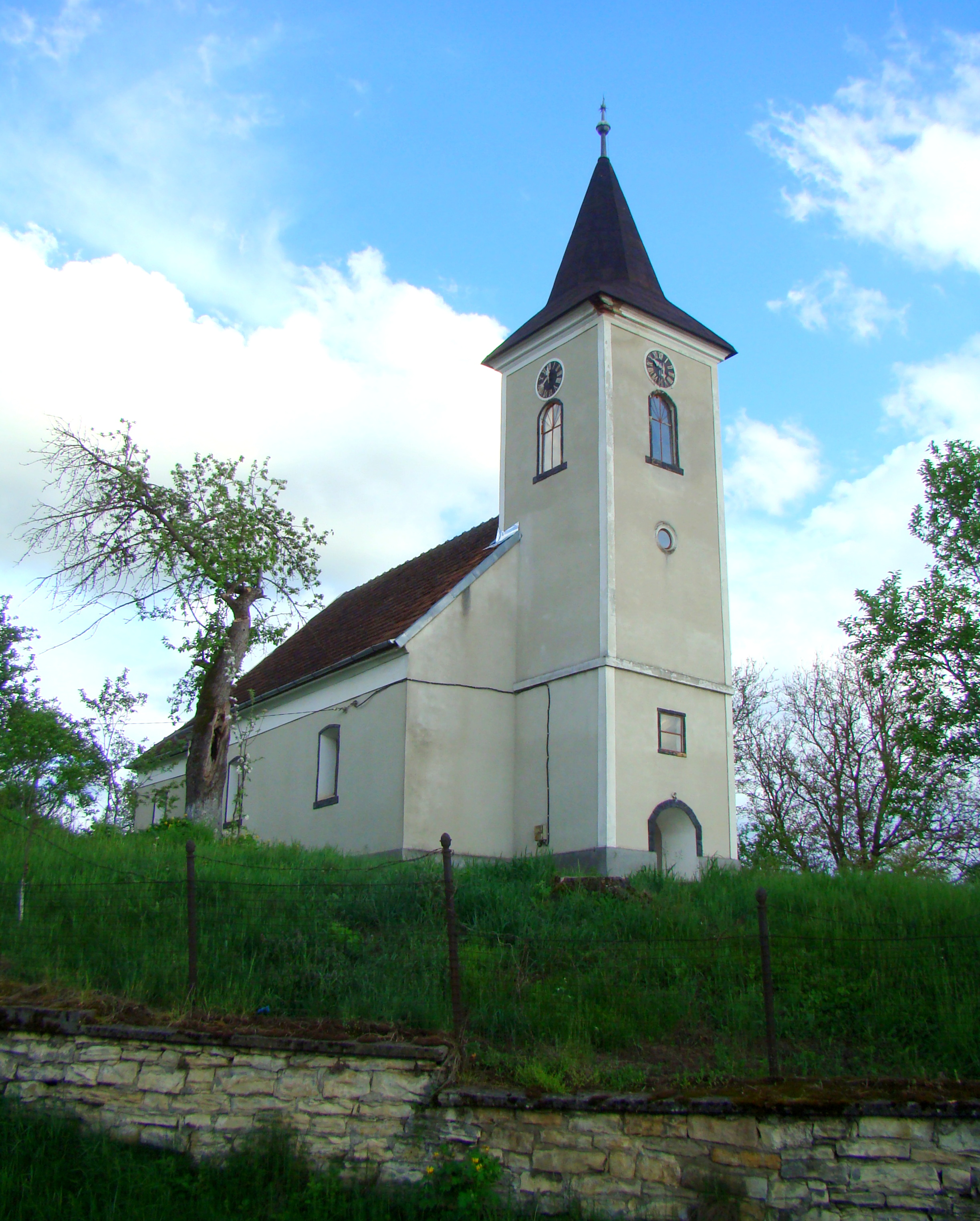
Biserica reformată
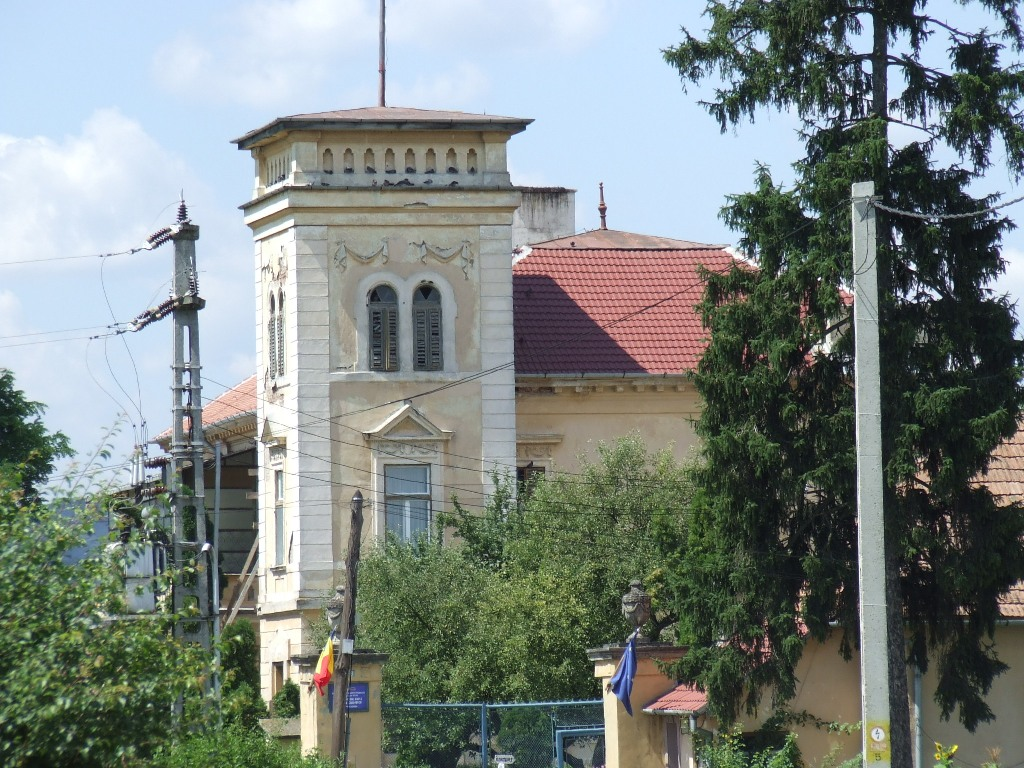
Castelul Bánffy din Borșa (monument istoric)
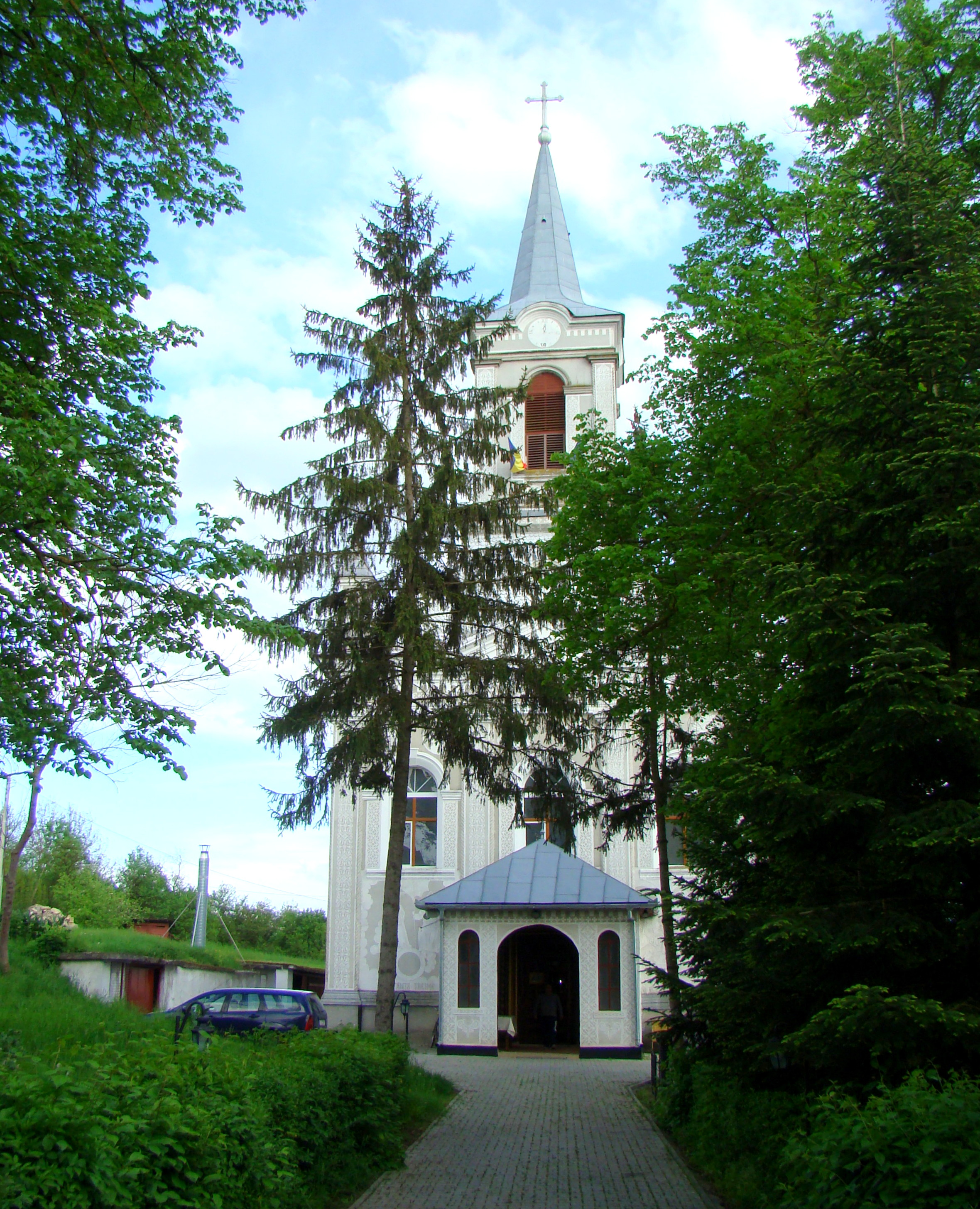
Biserica "Sfinții Arhangheli" (1900)
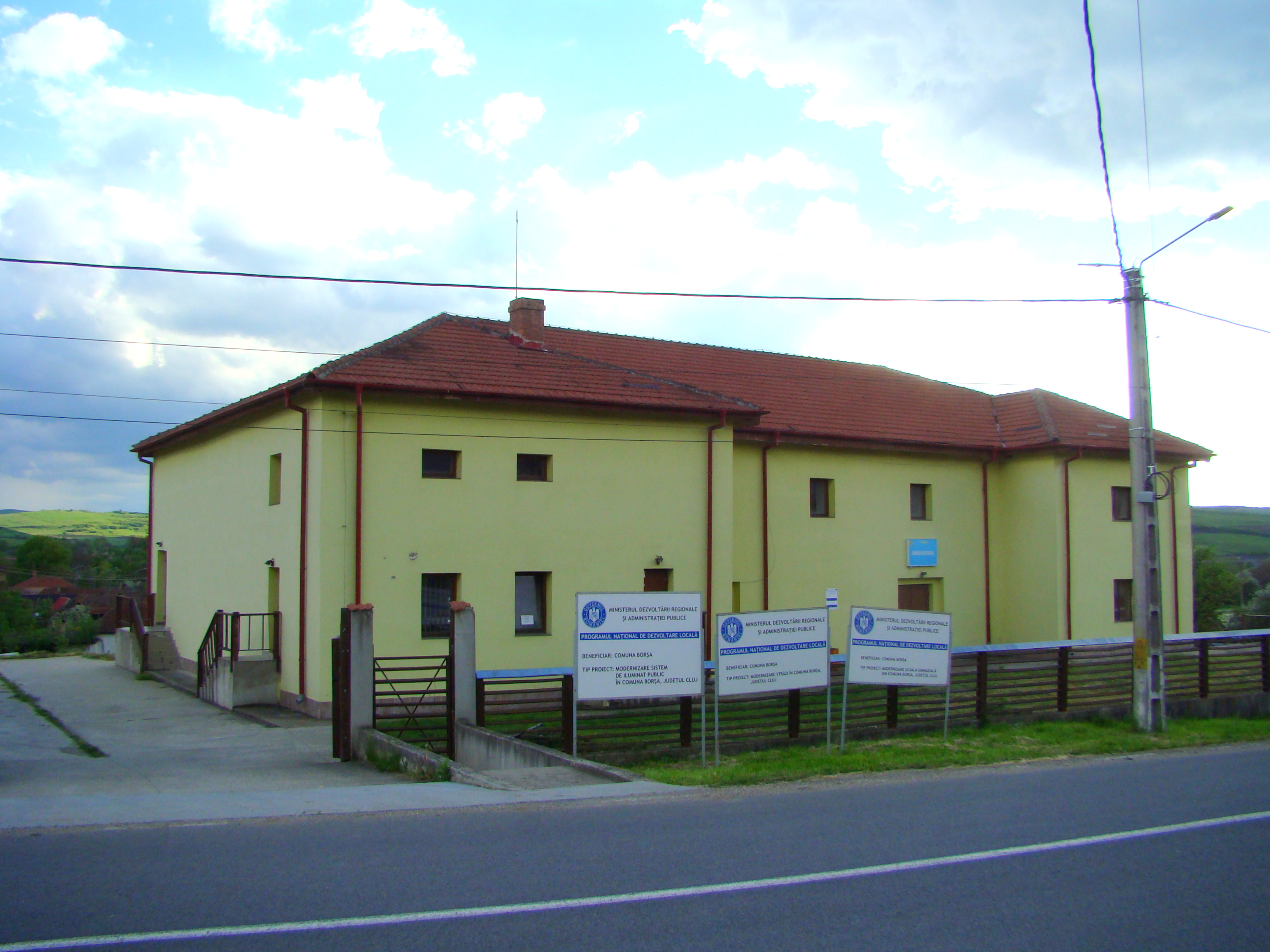
Căminul cultural
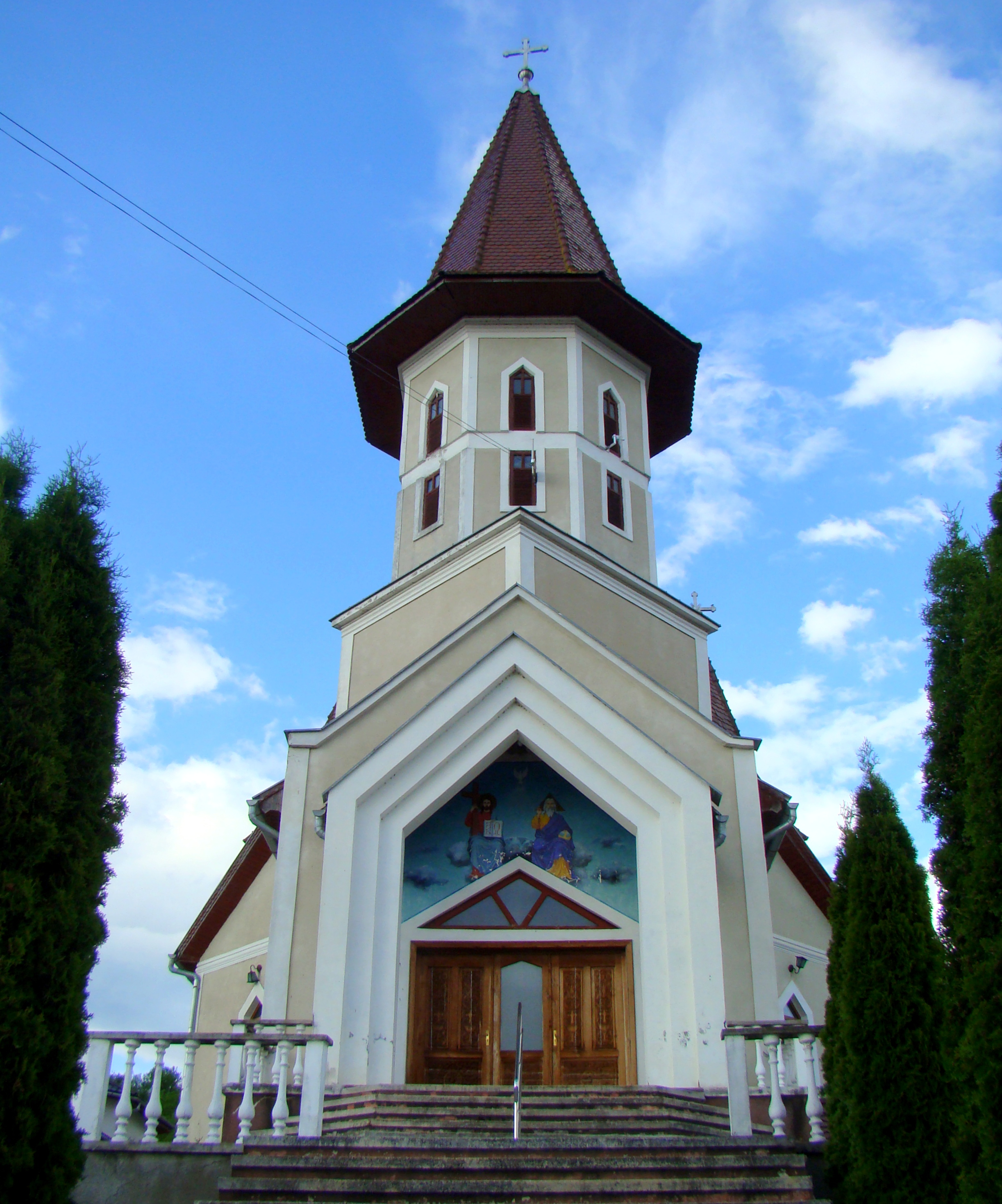
Biserica greco-catolică
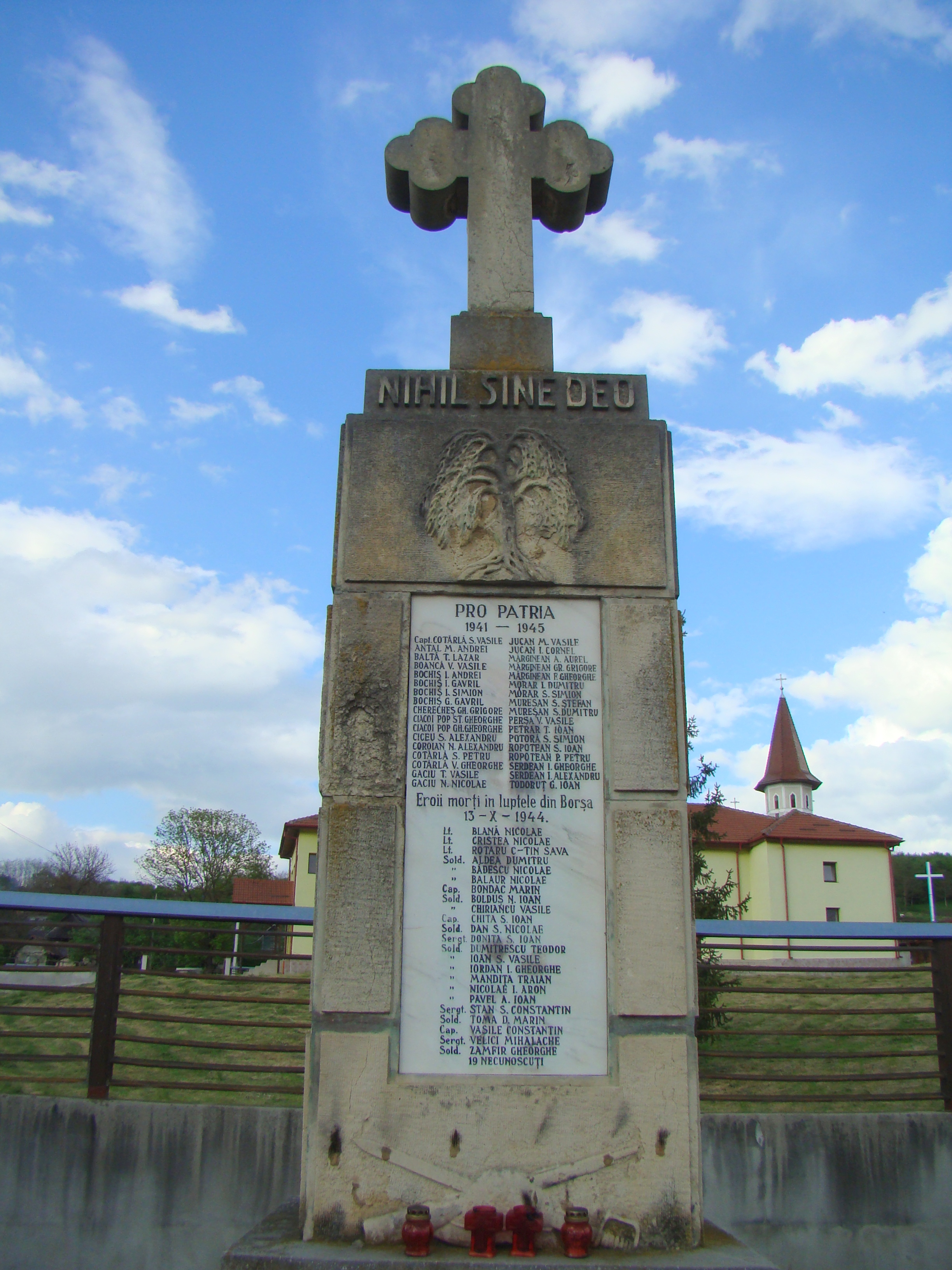
Monumentul eroilor din Borşa
Borșa-Cătun
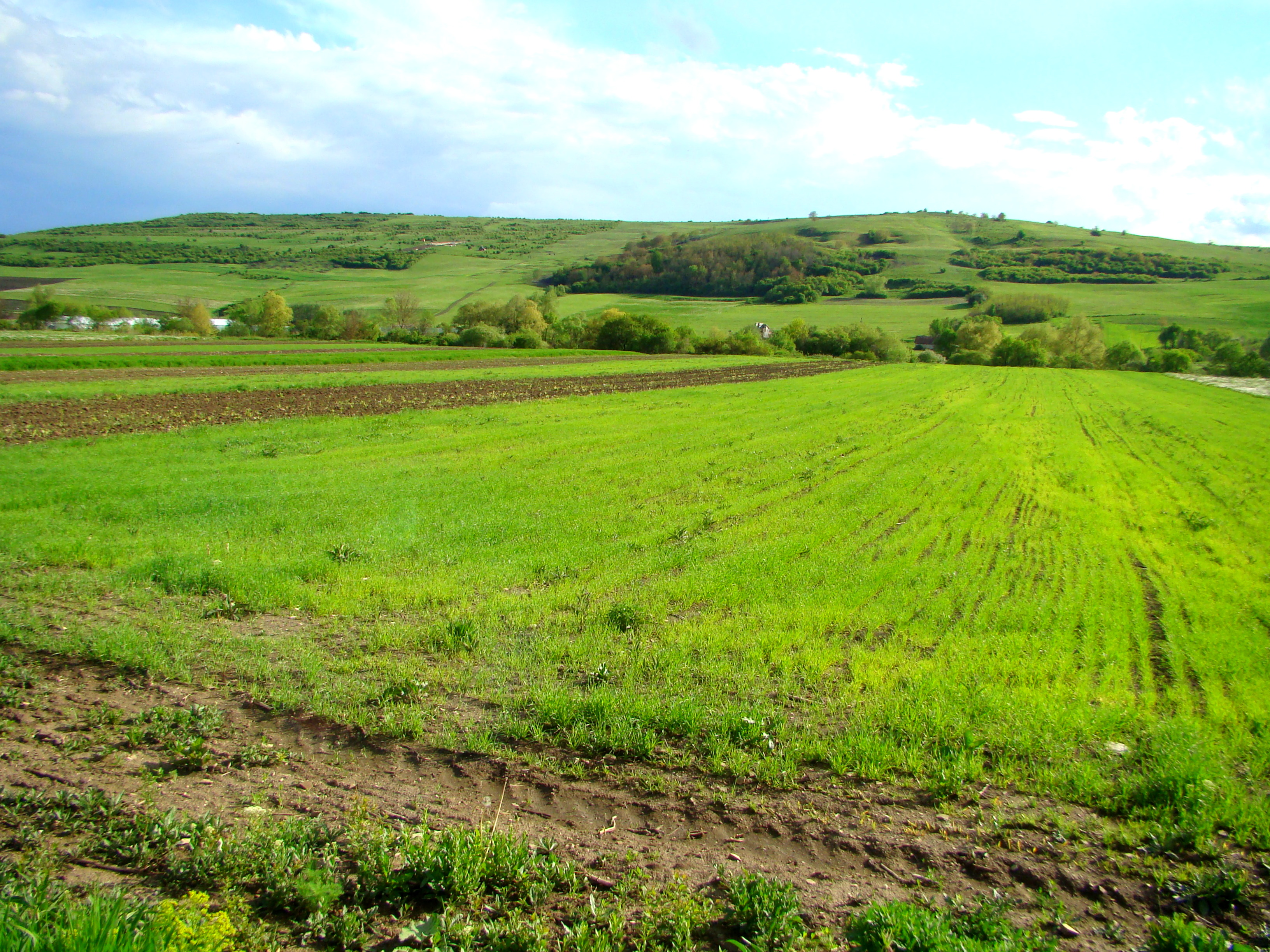
Borșa, județul Cluj
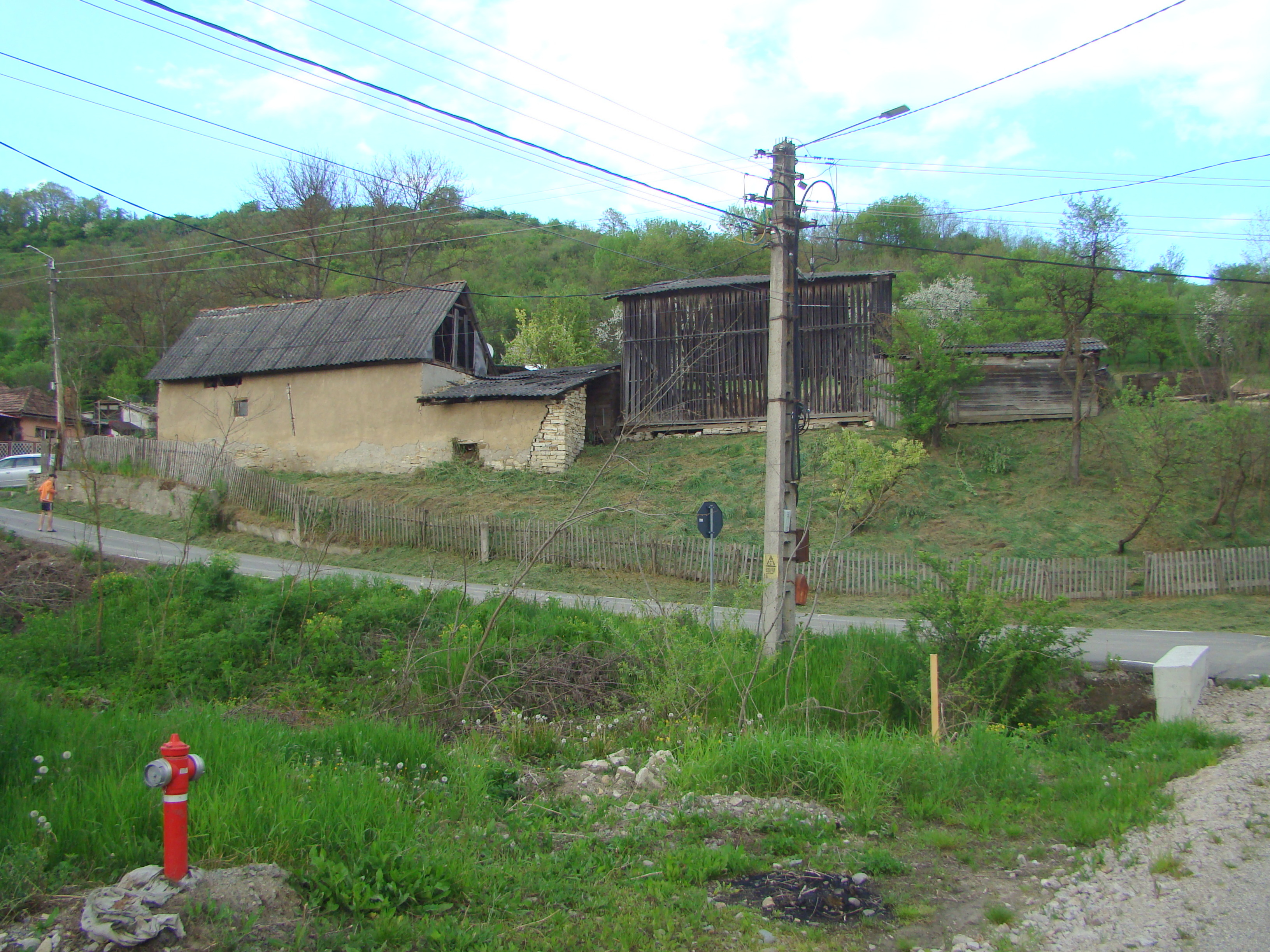
Giula
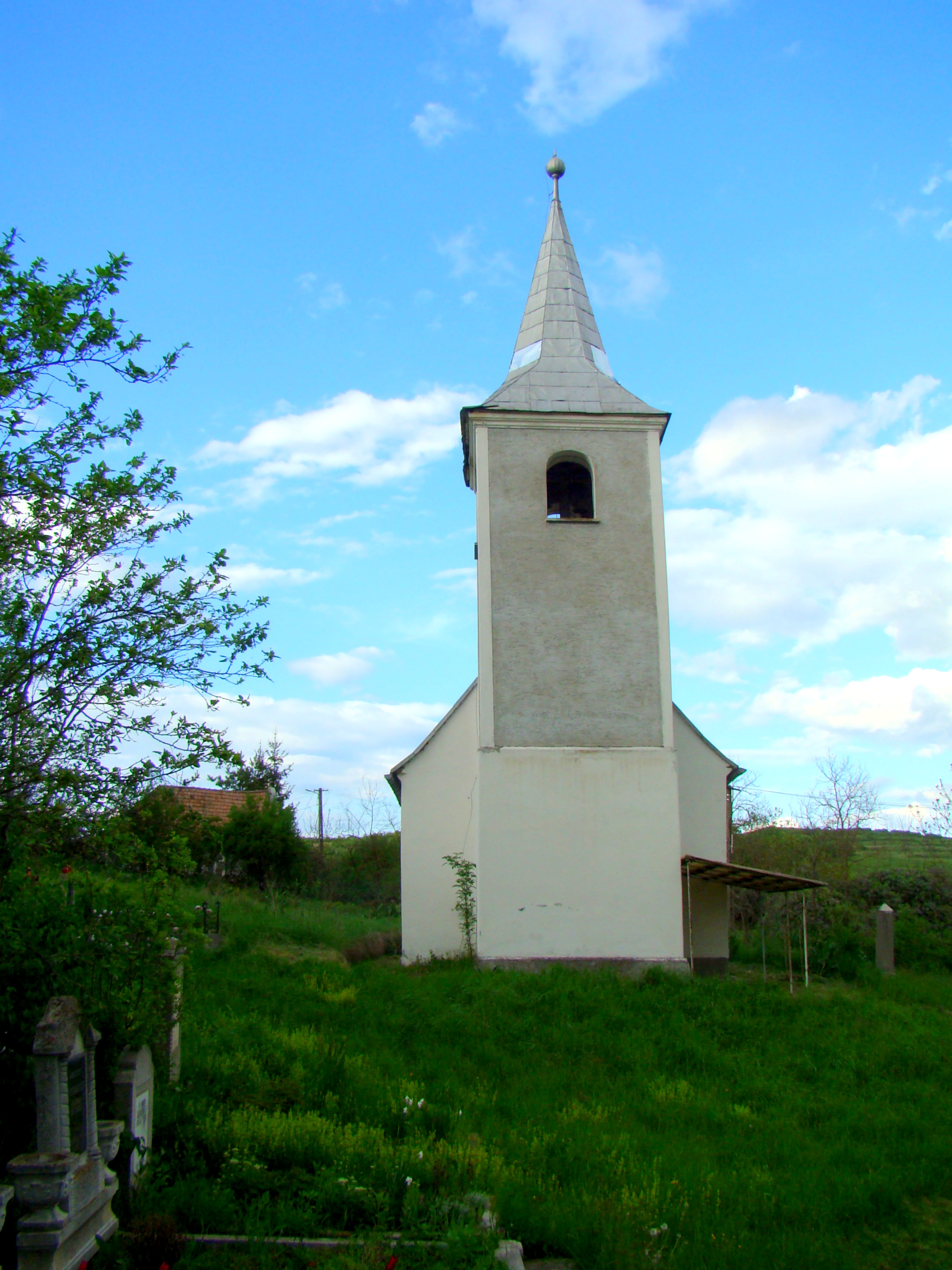
Biserica reformată (secolul XVIII)
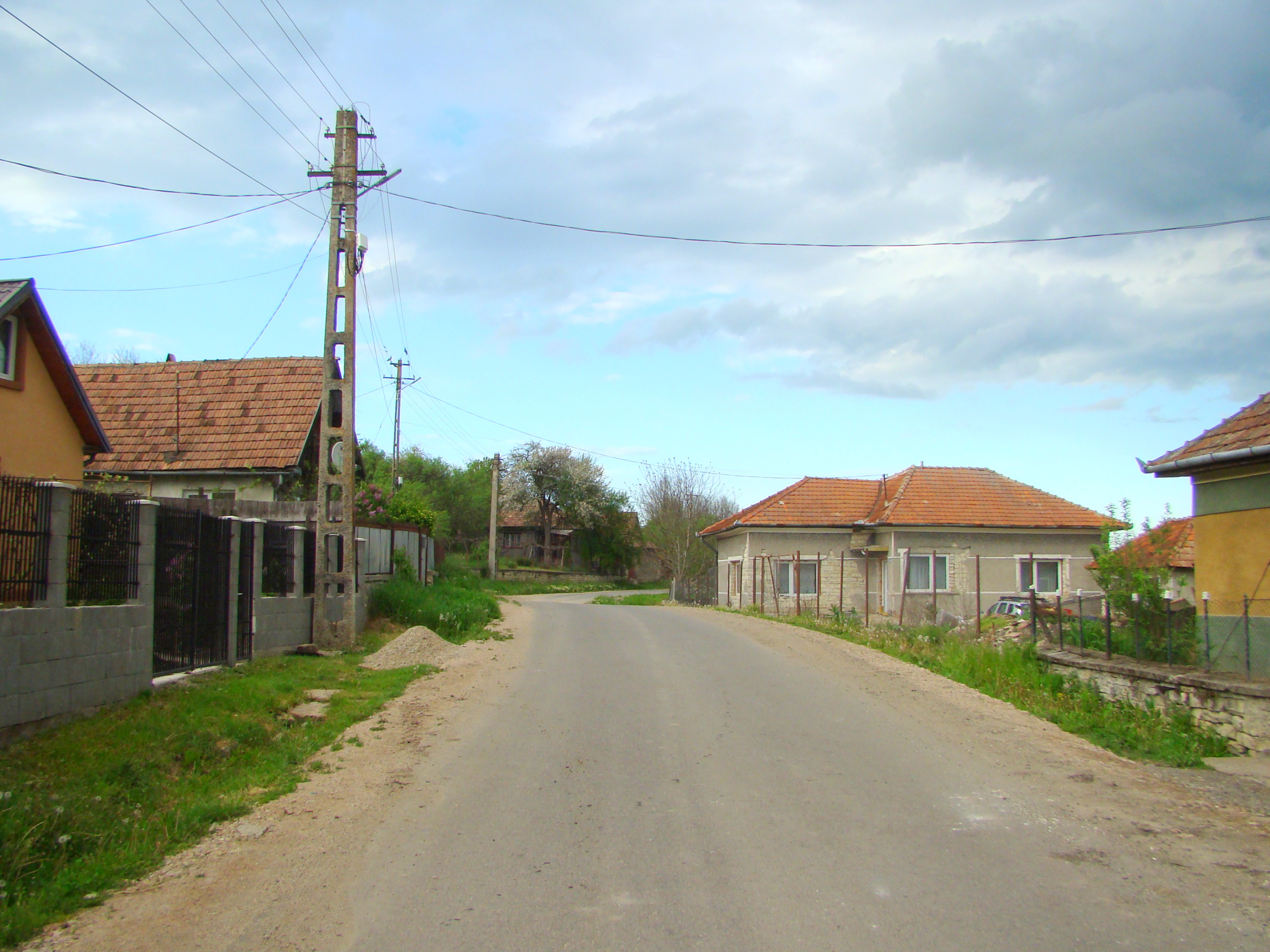
Giula
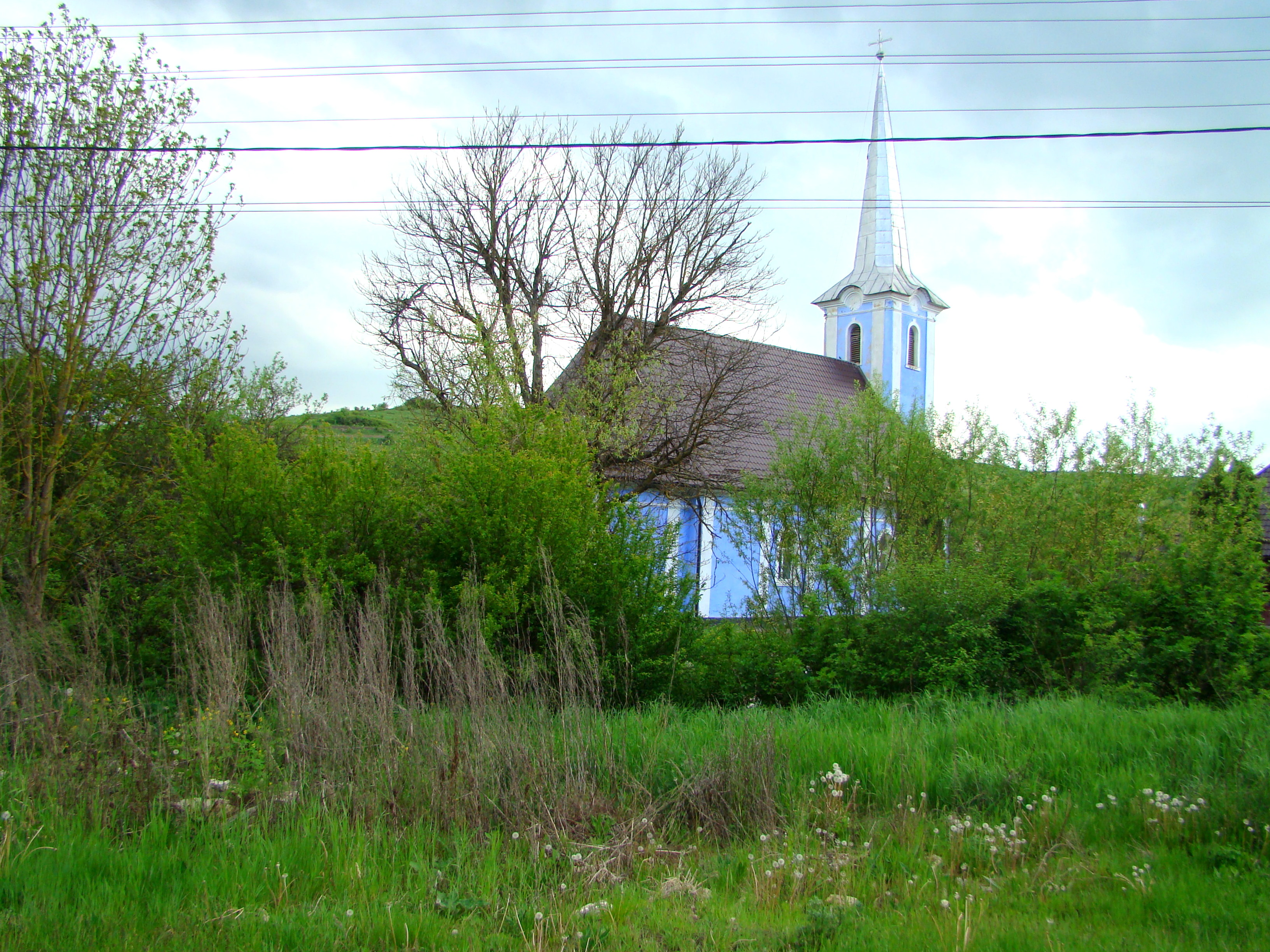
Biserica "Sfinții Arhangheli" (1854)
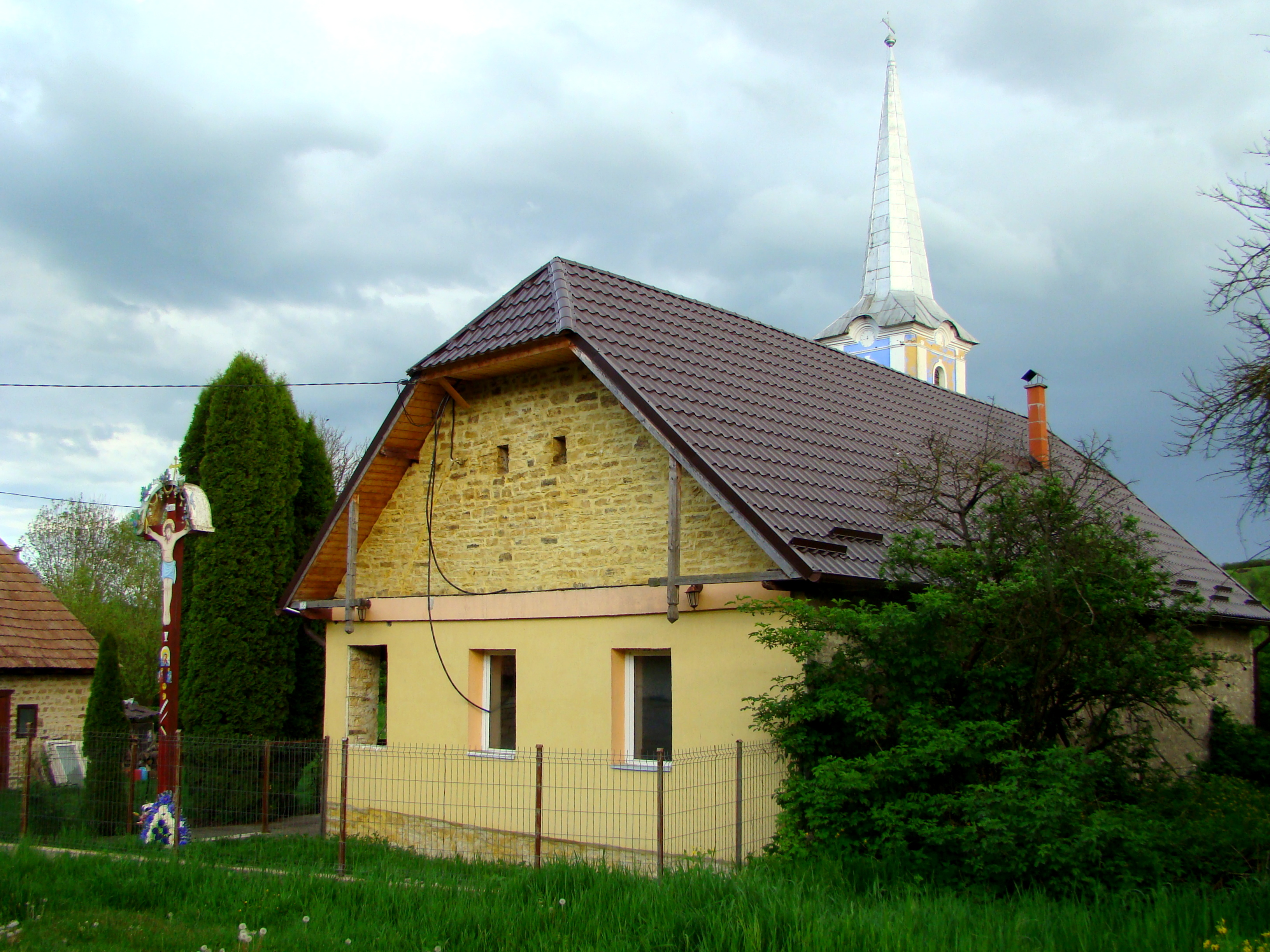
Casa parohială tradițională